# Ten 13
Albums de Sammy Hagar
Red Voodoo Not 4 Sale (Sammy Hagar album)
Ten 13 est un album de Sammy Hagar et de The Waboritas. Le nom de l'album provient de la date de naissance de Sammy Hagar.

## Liste des titres
1. Shaka Doobie (The Limit) - 3 min 19 s
2. Let Sally Drive - 4 min 39 s
3. Serious Juju - 3 min 50 s
4. The Message - 4 min 33 s
5. Deeper Kinda Love - 4 min 19 s
6. A Little Bit More - 3 min 37 s
7. Ten 13 - 4 min 35 s
8. Protection - 4 min 44 s
9. 3 in the Middle - 3 min 46 s
10. The Real Deal - 3 min 11 s
11. Tropic of Capricorn - 7 min 00 s

## Bonus de la version Japonaise
1. High and Dry Again - 6 min 43 s
2. Serious Juju (Radio mix) - 3 min 51 s
3. Let Sally Drive (Edit) - 3 min 58 s
4. Deeper Kinda Love (Alternative mix) - 4 min 37 s

## Musiciens
- Sammy Hagar : Voix et guitare solo
- Victor Johnson : Guitare
- Mona Gnader : Basse
- David Lauser : Batterie